# Marcel Saint-Germain (homme politique)
Pour les articles homonymes, voir Marcel Saint-Germain et Saint-Germain.
Marcel Saint-Germain est un homme politique français né le 31 janvier 1853 à Alger (Algérie) et décédé le 8 février 1939 à Saint-Jean-Cap-Ferrat (Alpes-Maritimes).

## Biographie
Fils d'un officier qui participa à la conquête de l'Algérie, il devient avocat à Alger, puis avoué à Oran en 1884. Conseiller municipal puis premier adjoint au maire d'Oran, conseiller général, il est député de l'Algérie française de 1889 à 1898, inscrit au groupe de la Gauche progressiste et sénateur de l'Algérie française de 1900 à 1920, siégeant au groupe de l'Union républicaine, qu'il préside, ainsi que le groupe colonial. Il est aussi président de l'office colonial, de la société général des mines d'Algérie et de Tunisie et administrateur de la Compagnie Algérienne. Il est vice-président du Sénat de 1915 à 1919.

## Source
- « Marcel Saint-Germain (homme politique) », dans le Dictionnaire des parlementaires français (1889-1940), sous la direction de Jean Jolly, PUF, 1960 [détail de l’édition]